# (10547) Yosakoi
(10547) Yosakoi – planetoida z grupy pasa głównego asteroid okrążająca Słońce w ciągu 3 lat i 172 dni w średniej odległości 2,29 j.a. Została odkryta 2 maja 1992 roku w oberwatorium w Geisei przez Tsutomu Sekiego. Nazwa planetoidy pochodzi od Yosakoi, popularnej japońskiej piosenki ludowej. Przed nadaniem nazwy planetoida nosiła oznaczenie tymczasowe (10547) 1992 JF.